# Medalla Yucatán
Medalla Yucatán es una presea que otorga el gobierno de Yucatán, una de las 32 entidades federativas que integran la nación mexicana, para premiar el mérito en las actividades culturales y científicas de yucatecos y extranjeros. Desde su creación un centenar de personalidades la han recibido.
El Gobierno del Estado a través del Instituto de Cultura de Yucatán, entrega  en el mes de noviembre este galardón.

## Creación
La Medalla Yucatán fue instaurada de conformidad al decreto número 346, publicado en el Diario Oficial del Estado de Yucatán, el viernes 18 de julio de 1986, durante el gobierno de Víctor Cervera Pacheco, aunque originalmente fue concebida y entregada por primera vez por el gobernador Luis Torres Mesías en 1967.

## Otorgamiento
El jurado calificador convocado anualmente por el gobierno del estado, a propuesta del Instituto de Cultura, valora las propuestas recibidas de los diversos sectores sociales de Yucatán y emite un dictamen que es cumplimentado por el gobernador de Yucatán en el mes de noviembre de cada año. Los recipiendarios pueden ser yucatecos por nacimiento u originarios de otras partes, ya que la presea se ha entregado incluso a personas de otros países.

## Galardonados
Han recibido la presea entre otras, las siguientes personalidades: 
- Raúl Renán, poeta y editor
- Ricardo López Méndez, poeta.
- Carlos Echánove Trujillo, sociólogo.
- Jorge Ignacio Rubio Mañé, historiador.
- Fernando Castro Pacheco, pintor.
- Arturo de Córdova, actor.
- Miguel Ángel Asturias, escritor guatemalteco.
- Rómulo O'Farrill Jr., periodista.
- Jacobo Zabludowsky, periodista.
- Eric S. Thompson, mayista, arqueólogo estaodounidense.
- José Díaz Bolio, escritor y arequeólogo.
- Conrado Menéndez Díaz, maestro.
- Joaquín Bestard Vázquez, escritor.
- Fernando Espejo, publicista, escritor.
- José Luis Sierra Villarreal, sociólogo.
- Juan Acereto, poeta y compositor.
- Alonso Gutiérrez Espinosa, pintor.
- Adolfo Patrón Luján, filántropo.
- Hernán Lara Zavala, escritor.
- Luis Pérez Sabido, poeta y compositor

Rechazos
El año de 2010 el periodista Carlos Loret de Mola declinó la presea argumentando no tener los suficientes méritos para recibirla, después de que fue publicado que el gobierno de Ivonne Ortega Pacheco le había otorgado el galardón.